# Anthemiphyllia dentata
Espèce
Anthemiphyllia dentata, Alcock, 1902, est une espèce de coraux appartenant à la famille des Anthemiphylliidae.

## Habitat et répartition
On trouve ce corail à 50 m et jusqu'à 1 050 m.